# 田所重道
田所重道（たどころ しげみち、天保12年（1841年） - 元治元年2月16日（1864年3月23日））は、江戸時代末期の勤皇志士。土佐国土佐郡潮江村の医師、田所春井の次男として生まれる。通称は辰次、のち騰次郎。
坂本龍馬を崇拝し、剣術などを学ぶなど多感な少年期を過ごし、のち従士格に列する事が許される。藩命で持筒役を務め江戸に赴いたおり、苛烈な勤皇思想に没頭し、滞在中の文久元年（1861年）に土佐藩を脱藩した。
2年後、那須信吾の下で天誅組に参加。砲一番組に配されたのち、五條襲撃で代官鈴木正信（源内）らを討ち取るなどの働きを見せる。しかし、京での政変で朝敵とされた天誅組は、圧倒的多数の幕府軍を前に壊滅的な打撃をうけ、重道は敗走途中に捕縛。京の六角獄につながれたのちに、元治元年（1864年）初頭に刑死した。
明治31年（1898年）、正五位を追贈された。